# Nicola Raffaele Di Matteo
Nicola Raffaele Di Matteo (Bologna, 2 ottobre 1966) è un editore italiano.
Con Gianni Salvioni è stato il fondatore delle prime riviste con compact disc in Italia, Spagna e Francia e della casa discografica Ermitage nata dalla pubblicazione in compact disc (CD) di alcune registrazioni inedite di Arturo Benedetti Michelangeli. È l'ideatore del formato editoriale espresso da Symphonia, una rivista periodica su carta pregiata che presenta e descrive l'interpretazione musicale di illustri maestri in stile chiaro ma completo, abbinando un compact disc inedito di un concerto dell'interprete. Per realizzare l'idea affida la direzione della collana a Piero Rattalino la cui prosa espressa nell'articolo di introduzione rappresentava il concetto editoriale. Realizzato il prototipo del mensile, lo presenta alla Radio Svizzera Italiana che decide di affidare alla nascente Ermitage la pubblicazione in esclusiva dell'archivio storico di grandi interpretazioni per essere pubblicati nel CD allegato alla rivista. Symphonia diviene così "Symphonia - I tesori musicali della Radio Svizzera Italiana". Lasciato Ermitage negli anni 90 per divergenze con i soci, inizia ad occuparsi di distribuzione diretta di audiovisivi in edicola. L'idea nasce quale via alternativa di vendita delle copie rese dalle edicole della rivista Symphonia e di altre pubblicazioni realizzate da Ermitage. Tipicamente, nel settore editoriale la gestione delle rese è un'attività complessa e costosa e cercare di trasformarla in fonte di ricavo è una esigenza del settore. Fornire direttamente alle rivendite la collezione dei compact disc pubblicati insieme ad altri appare una buona soluzione. Dopo un periodo di test in sei edicole di Bologna, fonda CDShop che arriva a servire direttamente oltre 2.000 rivendite. La particolarità è quella di avere un sistema automatico di selezione di CD e VHS che si basa sulla lettura di moduli di riepilogo delle vendite compilati dai rivenditori con una procedura standard e agevole. Il rapporto permetteva di analizzare le preferenze degli acquirenti e compilare la nuova lista di fornitura su di esse. Dai bilanci pubblici della società che ha gestito l’iniziativa (Istituto di Edizioni Antologiche IDEA srl) e il prezzo di vendita dei prodotti si calcola che nei primi anni di attività siano stati venduti circa 1.000.000 di pezzi. Con CDShop sono stati introdotti per la prima volta i cosiddetti CD Budget Price il cui prezzo di vendita era di 9.900 lire (estremamente più accessibile rispetto alle 40.000 lire dei CD in vendita in quel periodo). 
Completati gli studi di informatica con il prof. Fabio Vitali all'Università di Bologna, realizza un portale per la pubblicazione di manoscritti di Aquileia e il dizionario dei friulani. Da qui inizia a pubblicare articoli scientifici nel settore della informatica umanistica e web semantico. Si occupa inoltre di Folksonomie, una categorizzazione di risorse sul web basata su tag semantici applicati dagli utenti, e sviluppa un motore di ricerca basato su di esse.
Nel settore delle energie rinnovabili, fonda la società Altavisio per la realizzazione di impianti fotovoltaici e Triarie per la costruzione di una nuova turbina eolica bipala con caratteristiche speciali come il doppio motore in linea.
Progetta Sunreport, il primo servizio per il controllo e monitoraggio di impianti fotovoltaici senza la necessità di installare alcun dispositivo che vede la luce nel 2014: il sistema sfrutta i dati inviati dai contatori intelligenti rendendoli accessibili anche via Internet (servizio presente in Italia dagli anni 80 e sino ad allora utilizzato unicamente dalle utility elettriche e dal GSE) 
Sunreport ottiene il brevetto al sistema nel 2018 e oggi monitorizza oltre 60.000 impianti che rappresentano l'8% di tutto il parco fotovoltaico installato in Italia.
Vive e lavora ad Halifax, in Canada, dove svolge l'attività di ricercatore per la Dalhousie University.